# Albert Azarean
Albert Azarean (n. 11 februarie 1929, Gəncə, URSS – d. 5 septembrie 2023, Erevan, Armenia) a fost un gimnast artistic ce a reprezentat Uniunea Republicilor Sovietice Socialiste, medaliat olimpic. A participat la două ediții ale Jocurilor Olimpice (1956, 1960) în care a câștigat trei medalii de aur și o medalie de argint.